# Gare d’Illiers-Combray
Gare d’Illiers-Combray vasútállomás Franciaországban, Illiers-Combray településen.

## Vasútvonalak
Az állomást az alábbi vasútvonalak érintik:
- Chartres–Bordeaux-vasútvonal

## Kapcsolódó állomások
A vasútállomáshoz az alábbi állomások vannak a legközelebb:
- Gare de Brou
- Gare de Magny - Blandainville